# Vindusara
Vindusara is een geslacht van vlinders van de familie spanners (Geometridae), uit de onderfamilie Ennominae.

## Soorten
- V. metachromata Walker, 1862
- V. moorei Thierry-Mieg, 1899